# Lahr (Eifel)
Lahr ist eine Ortsgemeinde im Eifelkreis Bitburg-Prüm in Rheinland-Pfalz. Sie gehört der Verbandsgemeinde Südeifel an.

## Geographie
Lahr liegt idyllisch im Notzenbachtal im südlichen Teil der Westeifel, circa acht Kilometer östlich der Grenze von Luxemburg (Vianden) und 40 Kilometer nordwestlich von Trier.
Zu Lahr gehören auch der Weiler Bierendorf und der Wohnplatz Windhof.
Nachbarorte von Lahr sind die Ortsgemeinde Obergeckler im Norden, Mettendorf im Osten, Hüttingen bei Lahr im Süden, Körperich im Südwesten sowie Geichlingen, Berscheid und Nasingen im Nordwesten.

## Geschichte
Die Region um Lahr war vermutlich schon früh besiedelt, was durch den Fund zweier Sarkophage aus römischer Zeit belegt werden konnte. Diese wurden beim Sandabbau westlich von Lahr in den Jahren um 1960 gefunden. Der Ort gehörte bis zum Ende des 18. Jahrhunderts zur Grafschaft Vianden im Herzogtum Luxemburg (Quartier Vianden). Lahr war Sitz einer Meierei.
Mit der Besetzung der Österreichischen Niederlande (1794), zu denen das Herzogtum Luxemburg gehörte, durch französische Revolutionstruppen wurde der Ort französisch und gehörte von 1795 bis 1814 zum Wälderdepartement. Lahr war Sitz einer Mairie im Kanton Neuerburg. 1815 wurde das ehemals luxemburgische Gebiet östlich der Sauer und der Our auf dem Wiener Kongress dem Königreich Preußen zugeordnet. Damit kam Lahr 1816 zum Kreis Bitburg im Regierungsbezirk Trier und war Sitz der gleichnamigen Bürgermeisterei, zu der die damals noch eigenständige Gemeinde Bierendorf sowie die Gemeinden Muxerath, Nasingen, Niedergeckler und Obergeckler gehörten. Die Bürgermeisterei Lahr ging 1861 in die Bürgermeisterei Neuerburg-Land auf.
Der im Jahre 1722 in Lahr errichtete Kapellenbau wurde 1816 erweitert und 1873 durch einen Neubau, die heutige Pfarrkirche, ersetzt.
Nach dem Ersten Weltkrieg gehörte die Region zum französischen Teil der Alliierten Rheinlandbesetzung. Im Anschluss des Zweiten Weltkrieges kam Lahr zur französischen Besatzungszone und wurde 1946 Teil des damals neu gebildeten Landes Rheinland-Pfalz.
Im Jahr 1952 ließen die Lahrer und auch Hüttinger aufhorchen mit dem Freilichtspiel „Wilhelm Tell“. Es war eine grandiose Gemeinschaftsleistung, die die Gemeinde Lahr weit über die heimatlichen Grenzen hinaus bekannt machte. Der Spielort war nahezu authentisch – mit Weiher, Bergen, Hütten, Tieren, einem „See“ und „hohler Gasse“. Tellplatz heißt das Terrain mit „Tellhütte“ heute. Die Armbrust im Wappen der Ortsgemeinde Lahr erinnert an dieses Ereignis. Der Wiederaufbau der im Zweiten Weltkrieg stark beschädigten Pfarrkirche wurde maßgeblich aus dem Erlös der Tell-Festspiele finanziert.
Bevölkerungsentwicklung
Die Entwicklung der Einwohnerzahl von Merlscheid, die Werte von 1871 bis 1987 beruhen auf Volkszählungen:
| Jahr | Einwohner |
| ---- | --------- |
| 1815 | 163       |
| 1835 | 300       |
| 1871 | 279       |
| 1905 | 276       |
| 1939 | 297       |
| 1950 | 278       |
| 1961 | 267       |

| Jahr | Einwohner |
| ---- | --------- |
| 1970 | 245       |
| 1987 | 197       |
| 1997 | 192       |
| 2005 | 183       |
| 2011 | 216       |
| 2017 | 208       |
| 2023 | 202       |

## Politik

### Gemeinderat
Der Ortsgemeinderat Lahr besteht aus sechs Ratsmitgliedern, die bei der Kommunalwahl am 9. Juni 2024 in einer Mehrheitswahl gewählt wurden, und der ehrenamtlichen Ortsbürgermeisterin als Vorsitzender.

### Bürgermeister
Claudia Dondelinger wurde am 8. August 2024 Ortsbürgermeisterin von Lahr. Bei der Direktwahl am 9. Juni 2024 war sie als einzige Bewerberin mit einem Stimmenanteil von 68,3 % für fünf Jahre gewählt worden.
Dondelingers Vorgänger als Ortsbürgermeister war Stefan Jüngels.

### Wappen
| Wappen von Lahr | Blasonierung: „Unter goldenem Schildhaupt, darin blaue Wellenleiste, von Rot über Silber schräglinks geteilt, vom schräglinke silberne Armbrust, hinten drei schräglinke eingekerbte Tatzenkreuze mit rotem Pfahl und blauen Balken.“ |
| Wappen von Lahr | Wappenbegründung: Bestimmend im Lahrer Grund ist der Mäanderlauf des Lahrer Baches, der im Oberlauf Geckler Bach und im Unterlauf Notzenbach heißt. Nicht nur das sichtbare Wasser, sondern auch das mächtige Wasseraufkommen in oberflächennahen Erdschichten sind eine bestimmende Größe auf der Gemarkung. Zahlreiche Quell- und Sammelstellen und Wasserschutzzonen prägen das Tal und erfordern Rücksichtnahme. Im Schildhaupt des Wappens verdeutlicht das Gold den Reichtum an Wasseraufkommen und das Wellenband in Blau unterstreicht das Wertvolle, den „Goldschatz“- und natürlich auch den Bachlauf. Rechts oben im schräglinks geteilten Feld steht die silberne Armbrust und nimmt Bezug auf ein dörfliches Ereignis 1952 mit dem Freilichtbühnenspiel „Wilhelm Tell“. Das Wappenteam hat die Armbrust – Vorlage des Musikvereins – auch in der Drehung zum Wappenherz übernommen. Links unten befinden sich auf Silber schräglings angeordnet drei Trinitarierkreuze in Rot und Blau. Unser Quellenstudium hat ergeben, dass die Pfarrei Kreuzerhöhung Lahr zurückreicht auf die Trinitarier in Vianden/L. (zusammen mit Mettendorf). Für das damalige Lahr ein Kreuz, für die heutige Pfarrei ein weiteres Kreuz (mit dem kerygmatischen Wechsel Kreuz zur Kreuzerhöhung) und für den pfarr- und heimatgeschichtlich bekannten Stationenweg hinter dem Pfarrhaus das dritte Kreuz. |

## Sehenswürdigkeiten
Siehe auch: Liste der Kulturdenkmäler in Lahr
Siehe auch: Liste der Naturdenkmale in Lahr

## Verkehr
Lahr liegt an der Kreisstraße K 2, von der im Ort die K 6 abzweigt.